# 島根スサノオマジック
島根スサノオマジック（Shimane Susanoo Magic）は、島根県松江市に本拠を置くジャパン・プロフェッショナル・バスケットボールリーグ（B.LEAGUE）のチーム。B1リーグ、西地区に所属。
運営法人は株式会社バンダイナムコ島根スサノオマジック。親会社はバンダイナムコエンターテインメント。島根県初のプロバスケットボールクラブとして2010年に創設された。

## 概要
ホームタウンは島根県松江市で、運営会社は株式会社バンダイナムコ島根スサノオマジック。中国地方では初のプロバスケットボールチームであり、山陰地方のプロスポーツクラブとしては2007年にプロスポーツクラブ化したガイナーレ鳥取に次いで2クラブ目である。松江市総合体育館をホームアリーナとして使用しており、その他山陰地方のアリーナでもホームゲームを開催することもある。
チーム名は、出雲神話のヤマタノオロチ伝説に登場する「スサノオ（素戔嗚尊）」に英語の「魔法・魔術」を意味する「マジック（magic）」を組み合わせ、チームに出雲の神々の不思議な力が宿るイメージで名づけられた。チームカラーは、青色をベースに銀色と黒色が加わる。青は空や日本海・宍道湖や中海・斐伊川などの島根の自然から、銀は石見銀山やスサノオの武器である天叢雲剣（あめのむらくものつるぎ）から、黒は島根県の県木であるクロマツから。チームロゴは青をベースにヤマタノオロチ伝説に登場する剣や雲・大蛇などを組み合わせ、力強さとスピード感を表現した。
2010年にbjリーグへ加盟した時点での運営母体は株式会社山陰スポーツネットワーク（さんいんスポーツネットワーク）。ホームタウンは、松江市・出雲市など出雲地方を中心とした島根県全域としていた。2019年8月27日、バンダイナムコエンターテインメントが56.5%の株式を取得し、山陰スポーツネットワークを連結子会社化。9月25日付けで山陰スポーツネットワークから、株式会社バンダイナムコ島根スサノオマジック（バンダイナムコしまねスサノオマジック、BANDAI NAMCO Shimane Susanoo Magic Inc.）に社名変更した。

### ユニフォームスポンサー （2025–26シーズン）
- 前面：パックマン（左肩）、バンダイナムコエンターテインメント（中央）
- 背面：バンダイナムコエンターテインメント（背番号上部）、パックマン（選手名下部）
- パンツ：パックマン（ホーム右前腰部、アウェー右前腰部上、ホーム右前太もも）、バンダイナムコエクスペリエンス（アウェー右前腰部下、「ナムコ」明記）、バンダイナムコフィルムワークス（アウェー右前太もも、「サンライズ」明記）、バンダイナムコエンターテインメント（左前）、BANDAI SPIRITS（アウェー右後ろ）、バンダイ（アウェー左後ろ）[7]

### ユニフォームサプライヤー
- 2010年 - 2020年：IN THE PAINT
- 2020年 - 現在：EGOZARU[8]

### 歴代ユニフォーム
| HOME      | HOME      | HOME      | HOME      | HOME      |
| --------- | --------- | --------- | --------- | --------- |
| 2017 - 18 | 2018 - 19 | 2019 - 20 | 2020 - 21 | 2021 - 22 |
| 2022 - 23 | 2023 - 24 | 2024 - 25 | 2025 - 26 |           |
|           |           |           |           |           |

| AWAY      | AWAY      | AWAY      | AWAY      | AWAY      |
| --------- | --------- | --------- | --------- | --------- |
| 2017 - 18 | 2018 - 19 | 2019 - 20 | 2020 - 21 | 2021 - 22 |
| 2022 - 23 | 2023 - 24 | 2024 - 25 | 2025 - 26 |           |
|           |           |           |           |           |

| Other                             | Other                          | Other                                         | Other                                         | Other                                |
| --------------------------------- | ------------------------------ | --------------------------------------------- | --------------------------------------------- | ------------------------------------ |
| 2018 - 19 桃の節句 レディースデー | 2020 - 21 3rd                  | 2021 - 22 3rd 鳥取×島根 鳥根スサノオ マジック | 2022 - 23 3rd 鳥取×島根 鳥根スサノオ マジック | 2023 - 24 吉田くん （鷹の爪） コラボ |
| 2024 - 25 CITY EDITION 松江市     | 2024 - 25 PAC-MAN Pixel Design |                                               |                                               |                                      |
|                                   |                                |                                               |                                               |                                      |

### マスコット
- すさたまくん[9]

名前は、チーム名の「スサノオ」と、島根の地にゆかりのある物の一つの「まがたま」を合わせている。全身はチームカラーの青を基調としており、烏帽子や勾玉など、古代出雲を象徴する装飾品をつけている。

### チアダンスチーム
- 「アクア☆マジック」

### 開催アリーナ

#### B.LEAGUE
| ホームアリーナ                     | 16–17 | 17–18 | 18–19 | 19–20    | 20–21 | 21–22    | 22–23 | 23–24 | 24–25 |
| ---------------------------------- | ----- | ----- | ----- | -------- | ----- | -------- | ----- | ----- | ----- |
| 松江市総合体育館                   | 18    | 22    | 19    | 16（23） | 22    | 24（26） | 25    | 26    | 28    |
| 鹿島総合体育館                     | 4     | 2     | 3     | 1（2）   | -     | -        | -     | -     | -     |
| 島根県立浜山体育館（カミアリーナ） | 2     | 2     | 2     | 2        | 2     | -        | 1     | 2     | -     |
| 島根県立体育館                     | 2     | -     | 2     | 2        | -     | -        | -     | -     | -     |
| 安来市民体育館                     | 1     | 1     | -     | 0（1）   | 2     | -        | -     | -     | -     |
| 雲南市三刀屋文化体育館 アスパル    | 1     | -     | -     | -        | -     | -        | -     | -     | -     |
| 鳥取県立米子産業体育館             | 2     | 3     | 4     | -        | 2     | 2        | 2     | -     | -     |
| 鳥取県民体育館                     | -     | -     | -     | -        | 2     | 2        | 2     | -     | 2     |
| 武蔵野の森総合スポーツプラザ       | -     | -     | -     | -        | -     | -        | -     | 2     | -     |
| ホーム試合数計                     | 30    | 30    | 30    | 21（30） | 30    | 28（30） | 30    | 30    | 30    |

括弧内は開催予定だった試合数

## 歴史

### リーグ参入まで
松江は全国に先駆けミニバスケが普及された土地であり、若年層における競技人口割合も全国屈指で、現在でもバスケが盛んな土地でもある。古くは松江工業高校が1960年および1968年のインターハイ優勝、男女とも国体で好成績をあげており、「バスケ王国」と呼ばれた頃もあった。
2000年代全国に広がった地域密着ブームの流れを受け、バスケで地域を盛り上げようと2007年6月にbjリーグへの参加を表明、株式会社島根スポーツ振興会（しまねスポーツしんこうかい）を立ち上げ申請を行ったが、準備不足のため落選した。その後協賛団体を集め、2009年4月に再申請を行った。同年7月、支援団体「島根県スポーツ地域振興推進会」が設立され、最後の懸念材料であった官民のサポートが受けられる事が決まった。
2009年8月、bjリーグ加盟および2010/11シーズンからのリーグ参加が正式決定した。
2009年11月、公募でチーム名を決定し「島根スサノオマジック」となった。チーム名決定に伴い、運営母体の社名も株式会社山陰スポーツネットワークに変更、チームロゴの制作へと動き出した。同年12月、県内の学生有志が提案した26案の中から松江市出身の島根大学生のものにロゴが決定した。翌2010年5月、全国から寄せられた102点からマスコットを選定、島根デザイン専門学校生がデザインした「すさたまくん」に決定した。

### bjリーグ

#### 2010–11シーズン
2010年5月、2006年世界選手権で日本代表を率いたジェリコ・パブリセヴィッチが初代HCに就任した。
2010年6月のドラフト会議（エクスパンションドラフト、育成ドラフト含む）では山陰地方にゆかりのある仲西翔自、横尾達泰、曳野康久、山本エドワードの4名を指名する。8月30日、現役日本代表選手の石崎巧と契約する。同選手はbjリーグのトライアウト及びドラフト会議に参加していないため、本来のルールでは2010–11シーズン当初からbjリーグのチームと契約してプレーすることは不可能であるはずであったが、コミッショナー裁定による特例で契約に至った。
2011年3月東日本大震災の影響でレギュラーシーズン数試合休止した。終盤まで主に大分とプレイオフ進出を争い、最終的に西地区6位でプレーオフに進出したが、ファーストラウンドで西地区3位の福岡に2連敗で敗退した。個人タイトルとしては石崎がベスト5、ジェラル・デービスがブロックショット王を受賞した。

#### 2011–12シーズン
2011年7月、前シーズンの得点力不足を解消するためbjリーグ3シーズン連続得点王のマイケル・パーカーを、同年8月に東京の活動休止を受け仲摩匠平の兄である仲摩純平を獲得する。一方で初年度のチームを支えた石崎はドイツ2部のBVケムニッツ99へ移籍した。
同シーズン、2年連続でプレーオフ進出を決めたものの、ファーストラウンドで西地区3位の京都に1勝1敗、最終決定戦で1点差で敗れた。個人タイトルとしては、パーカーが得点王、デービスが2年連続でブロックショット王、山本がMIPを受賞した。

#### 2012–13シーズン
このシーズンから日本人の出場時間を増加させるため、外国人選手枠が狭まることになった。前年度から活躍したパーカーやデービスを残留させる一方で、大分の経営悪化に伴い波多野和也を、ジェリコが日本代表監督時代に指導した佐藤浩貴などを補強した。
レギュラーシーズン3位と過去最高の成績を収め、プレーオフ地区1回戦では浜松相手に2連勝と初めて1回戦を突破したものの、地区準決勝では福岡を相手に2連敗を喫しプレーオフで敗退した。同シーズンを持ってパブリセヴィッチHCは退任した。

#### 2013–14シーズン
2013年、次のヘッドコーチとして、パナシナイコス時代にパブリセヴィッチの下でコーチ経験があり、岩手元HCであるブライキディス・ブラシオスが就任し、前HCの路線を引き継いでいく。
デービス以外の外国人が退団。前季までのチーム得点王パーカーの穴を埋めるべく、横浜の2012-13シーズン優勝メンバーでありブラシオスHCが岩手HC時代に指導したトーマス・ケネディとショーン・マロイが加わる。チーム方針の継続と、デービスら既存戦力と新戦力との融合への期待から開幕前時点での評価は一部マスコミで高かったが、結果的にチームは開幕から7連敗、ホーム初勝利までに2ヶ月近くかかるほど下位に低迷。HCと攻撃の柱の交代が裏目に出る形となった。シーズン途中にケネディと契約解除することになり、T・J・カミングスと契約したその後も低迷を続ける。その後地区最下位になったことを受け、2014年1月にブラシオスHCが解任された。
2014年1月、これを受け日本リーグでプレー経験もあるレジー・ハンソンが新HCに就任した。しかし守備を中心に立て直しを図るものの、デービスら主力に怪我人が続出したこともあり、シーズン後半にかけて13連敗を記録した結果、チーム史上初の最下位に沈んだ。シーズン終了後、ハンソンHCがチームを立て直したと一定の評価をし契約延長することになった。

#### 2014–15シーズン
前シーズンの在籍選手13名中、デービス、マロイ、カミングス、トーマス、朴航生、波多野和也、川辺泰三、薮内幸樹、仲摩匠平、新里智将の10名が退団。日本人の新加入選手は前つくばの河相智志、前大分の高田秀一、松江市出身で前三菱電機の安部潤、トライアウトに合格した前高松の問雅臣および前琉球練習生の新城貴史の5名。外国人はジョー・チャップマン、ビンゴ・メディエックス、ジェームス・パジェット、アイザイア・ブラウンの4名と契約。選手を大幅に入れ替え、守備を重視しつつ得点力を高める補強を行い、チームワーク＆ハードワークのスローガンを掲げて開幕を迎えた。
開幕後は得点力不足に悩まされ、前シーズンを上回る11連敗を喫して最下位に低迷、この11試合中7試合で得点が70点未満だった。11月9日の福島ファイヤーボンズ戦で初めて80得点以上を記録して83-63でシーズン初勝利をあげたが、試合後にハンソンHCを解任し森山知広ACがHC代行に就任することが発表された。森山代行就任直後は5連敗を喫したが、12月は年末の5連勝を含む月間6勝2敗の成績で最下位を脱出し、8位に順位を上げた。1月から4月も計14勝12敗と勝ち越してレギュラーシーズン最終順位ウエスタン6位で2シーズンぶりのプレーオフ進出が決定した。プレーオフ・ファーストラウンドは3位の浜松と対戦し、2連敗で敗退した。

#### 2015–16シーズン
森山HC代行が退団し、ライジング福岡のHCに転身した。新HCに前横浜HCの勝久マイケルが就任し、ジョシュ・デービス、ウェイン・マーシャル、スクーティー・ランダルらを補強した。
開幕から4連勝のスタートを切り、11月から12月にかけて11連勝して首位争いに加わった。3月19日の京都戦でシーズン2度目の7連勝を記録するとともに京都をかわして一時首位に立った。レギュラーシーズンの最終順位は3位で3シーズンぶりにプレーオフホーム開催権を獲得した。しかし松江で開催したプレーオフ1回戦で6位の大阪と対戦して2連敗を喫してしまい、シーズンを終えた。

### B.LEAGUE

#### 2016–17シーズン（B2西地区）
bjリーグからB.LEAGUE（B2）へ移行した初年度は開幕から5連勝と好スタートを切ると、11月から翌年3月にかけてリーグ記録となる21連勝を達成した。その後は、島根・広島・熊本の上位3チームが混戦の中、首位を維持した。4月23日の愛媛戦で勝利し、2位の広島が敗れたためプレーオフ進出と西地区優勝が決まった。
プレーオフ準決勝は広島と対戦し、第1戦は60-55で勝利、第2戦は52-53の1点差で敗れ1勝1敗となったが、第3戦を11-9で勝利してB1自動昇格を決めた。決勝では西宮に53-78で敗れ優勝を逃した。

#### 2017–18シーズン（B1西地区）
B1に昇格した。勝久マイケルHCが退団し、新HCに前金沢HCの鈴木裕紀が就任した。チームは、岡本飛竜と山本エドワードを除く9人が退団し、B1でプレー経験のある佐藤公威や熊谷宜之など新たに10人が加入した。メンバーは、ほぼ総入れ替えとなった。
開幕前のプレシーズンゲーム第1戦は、B2広島に65-79で敗北した。序盤からリードを許し、仕上がりの遅れが目立った。第2戦は、B2福岡に71-70で接戦の末、勝利した。
開幕戦から新潟に連敗したが、3試合目で昨季王者の栃木に延長戦の末に勝利しB1初勝利を挙げた。第4節まで4勝4敗と健闘していたが、10月25日の西宮戦から9連敗を喫し地区最下位に転落。11月は0勝（6敗）と大失速した。
2018年1月1日の琉球戦から3月4日の三遠戦までリーグワーストとなる14連敗を喫し、3月28日の滋賀戦まで21連敗と低迷した。度重なる外国人選手の入れ替え、けが人続出などで苦しみ西地区最下位、3地区18チーム中でも最下位となり、残留プレーオフも1回戦で敗退しB2降格が決まった。

#### 2018–19シーズン（B2西地区）
5月17日、鈴木HCとの契約継続を発表した。9月29日、開幕戦は逆転負けを喫したが翌日の試合でシーズン初勝利。2019年1月から2月にかけて9連勝、3月に8連勝するなど一時は首位に立ったが、最終盤に失速し43勝17敗の西地区2位で終えた。しかし、ワイルドカード争いで1位となりB2プレーオフ進出が決定した。B2プレーオフ準決勝では、信州に連敗したが、3位決定戦で熊本に連勝した。しかし、本来ならB1-B2入替戦進出だったが、B2プレーオフ優勝の信州、準優勝の群馬がB1ライセンスを持たないため、また、福岡がB2へ強制降格となったため、3位となった島根が、翌シーズンのB1自動昇格を手に入れた。

#### 2019–20シーズン（B1西地区）
2シーズンぶりにB1に復帰。6月17日、鈴木HCとの契約継続を発表した（3年契約の3年目）。また、アシスタントコーチに山形ワイヴァンズ前監督の小野寺龍太郎が就任した。1月21日に鈴木HCがBリーグ規約違反により2か月の職務停止となったため、以降は河合竜児がアソシエイトコーチに就任して指揮を執った。鈴木は、2ヶ月後の3月23日にフロント職のGM付き特任コーチとしてクラブに復帰。シーズンは11勝30敗の西地区最下位（全体18チーム中17位）。新型コロナウイルス感染拡大の影響により、B1・B2入れ替え戦を含むポストシーズンの試合が全て中止になったため、B1残留。

#### 2020–21シーズン（B1西地区）
鈴木がHCに復帰し、河合はACとなった。佐藤公威ら10人が退団し、杉浦佑成、白濱僚祐らが新加入。開幕から10試合を戦った後、10月31日付で鈴木HCが本人の意向により辞任。HC代行は河合が務める。

#### 2021–22シーズン（B1西地区）
元ニュージーランド代表HCで、前香川HCのポール・ヘナレが新HCに就任した。金丸晃輔、安藤誓哉、オーストラリア代表のニック・ケイが新加入し、西地区2位でホーム権をもってCSに進出するという躍進を遂げる。
CS初戦ではA東京を2-1で下しセミファイナルに進出するも琉球に0-2で敗れた。

#### 2022–23シーズン（B1西地区）
金丸晃輔らが退団し、津山尚大、谷口大智が新加入した。
西地区2位で2年連続CSに進出するも、A東京に1-2で敗れクオーターファイナル敗退となった。

#### 2023-24シーズン（B1西地区）
後藤翔平、阿部諒、リード・トラビスが退団しB1の富山グラウジーズから晴山ケビン、アメリカの大学から大橋大空、ワイリー光希スカイ、琉球でのプレー経験もあるハッサン・マーティンを獲得した。
シーズン中盤以降、負傷選手が増えたこともあり、エドワード・モリスを獲得。終盤までCS争いに絡むも第34節から最終節までの6連敗などもあって、西地区4位に転落。3年連続のCS進出とはならなかった。

#### 2024-25シーズン(B1西地区)
ペリン・ビュフォード、ウィリアムス・ニカ、ハッサン・マーティン、大橋大空が退団した。
また6シーズン島根のゼネラルマネジャーを務めた堀健太郎も退団した。
安藤誓哉、ニック・ケイら主力が残留し三遠、名古屋Dでも活躍したコティ・クラーク、NBA経験もあるジェームズ・マイケル・マカドゥ、元日本代表の帰化選手エヴァンス・ルーク、前シーズン川崎でプレーした納見悠仁、広島でプレーした横地聖真が加入した。
シーズン途中に元専修大学のエースでU-22日本代表である介川アンソニー翔、元A東京のアレックス・マーフィーと契約した。
シーズン成績は西地区2位となり、2シーズンぶりにCSに進出した。CSでは琉球に0-2で敗れクオーターファイナル敗退となった。

## 成績

### bjリーグ
| 年度    | レギュラーシーズン | レギュラーシーズン | レギュラーシーズン | レギュラーシーズン | レギュラーシーズン | レギュラーシーズン | レギュラーシーズン | レギュラーシーズン | 最終結果 | HC                                                              | 備考                     |
| 年度    | 勝                 | 敗                 | 勝率               | ゲーム差           | 得点               | 失点               | 得失点差           | 順位               | 最終結果 | HC                                                              | 備考                     |
| ------- | ------------------ | ------------------ | ------------------ | ------------------ | ------------------ | ------------------ | ------------------ | ------------------ | -------- | --------------------------------------------------------------- | ------------------------ |
| 2010-11 | 24                 | 26                 | .480               | 10.0               | 77.3               | 77.3               | 0.0                | 西6位              | 9位      | ジェリコ・パブリセヴィッチ                                      | プレイオフ地区1回戦出場  |
| 2011-12 | 28                 | 24                 | .538               | 11.0               | 80.0               | 76.3               | +3.7               | 西6位              | 9位      | ジェリコ・パブリセヴィッチ                                      | プレイオフ地区1回戦出場  |
| 2012-13 | 33                 | 19                 | .635               | 9.0                | 79.6               | 75.3               | +4.3               | 西3位              | 5位      | ジェリコ・パブリセヴィッチ                                      | プレイオフ地区準決勝出場 |
| 2013-14 | 11                 | 41                 | .212               | 32.0（13.0）       | 69.3               | 78.3               | -9.0               | 西10位             | 20位     | ブライキディス・ブラシオス（ - 1月） レジー・ハンソン（1月 - ） |                          |
| 2014-15 | 22                 | 30                 | .423               | 22.0（-）          | 74.3               | 76.7               | -2.4               | 西6位              | 9位      | レジー・ハンソン（ - 11月） 森山知広（代行）（11月 - ）         | プレイオフ地区1回戦出場  |
| 2015-16 | 37                 | 15                 | .712               | 4.0（-）           | 81.1               | 69.3               | 11.8               | 西3位              | 9位      | 勝久マイケル                                                    | プレイオフ地区1回戦出場  |
| 計      | 155                | 155                | .500               |                    |                    |                    |                    |                    |          |                                                                 |                          |

ゲーム差は（）外は1位、（）内はプレイオフ圏との差をそれぞれ表している

### リーグ戦の主な記録

#### チーム記録

##### 得失点記録
- 1試合最多得点　139得点（bjリーグ、2016年2月6日、対広島ライトニング戦）
- 1試合最多失点　119失点（bjリーグ、2015年10月10日、対金沢武士団戦）
- 1試合最少失点　38失点（B2、2017年1月22日、対パスラボ山形ワイヴァンズ戦）

##### 連勝記録
- 最多連勝　21連勝（B2、2016–17シーズン）
- 最多連敗　21連敗（B1、2017–18シーズン）

#### 観客動員記録
1試合あたり動員記録
※プレーオフを含む
- 最多 - 5,215人（B1、2024年1月20日、対茨城ロボッツ戦、武蔵野の森総合スポーツプラザ）
- 最少 - 585人（B1、2022年1月29日、対サンロッカーズ渋谷戦、米子産業体育館）

年間動員記録
- 最多 - 126,896人（30試合、B1、2023–24シーズン）
- 最少 - 36,262人（30試合、B1、2020–21シーズン）※新型コロナウイルス感染症対策（収容人数50％）

年度別観客動員記録（単位：人）
※レギュラーシーズンのみ
| 年度           | 試合数 | 合計    | 平均  | 最多  | 最少  |
| 2010–11        | 26     | 45,555  | 1,752 | 2,406 | 1,160 |
| 2011–12        | 26     | 47,710  | 1,835 | 2,503 | 1,065 |
| 2012–13        | 28     | 53,059  | 1,895 | 2,592 | 822   |
| 2013–14        | 26     | 39,227  | 1,509 | 2,072 | 864   |
| 2014–15        |        |         |       |       |       |
| 2015–16        | 28     | 47,096  | 1,682 | 2,896 | 910   |
| 計（bjリーグ） |        |         |       |       |       |
| 2016–17        | 30     | 45,105  | 1,504 | 4,011 | 793   |
| 2017–18        | 30     | 66,934  | 2,231 | 3,721 | 1,205 |
| 2018–19        | 30     | 59,716  | 1,990 | 4,083 | 968   |
| 2019–20        | 21     | 49,397  | 2,352 | 3,401 | 1,282 |
| 2020–21        | 30     | 36,262  | 1,209 | 1,669 | 629   |
| 2021–22        | 28     | 50,195  | 1,793 | 2,872 | 585   |
| 計（Bリーグ）  | 169    | 307,609 | 1,820 | 4,083 | 585   |

## エピソード
チーム名決定経緯
2009年9月から2ヶ月間、チーム名を一般公募し898案が集まる。そのうち、500案まで絞り込みネット上に公開、同年11月11日から22日までで一般投票を行い上位3つまで絞り込んだ。
同年11月24日、その3案「島根スサノオマジック」「島根シルバーセインツ」「島根ダンダンダンクス」のうち、支援団体・県スポーツ地域振興推進会内で多数決をとり、スサノオマジックに決定した。
島根県スポーツ地域振興推進会
2009年7月bjリーグ参入に向けて、地元行政および財界により結成された支援団体。bjリーグ参入後も支援に回り、県および松江市は支援事業として助成金を計上している。

## メディア
TV・ラジオ
時折放映されるローカルの試合中継（日曜日昼開催）は、主としてさんいん中央テレビが担当。
- 『We Love スサノオマジック』→『マーブルスポーツプログラム　すぽすた』 - 山陰ケーブルビジョン
- 『週末楽園〜ウィークエンドパラダイス〜』→『着席マナビーヤβ （体育）情熱スサノオ組』 - 山陰中央テレビジョン放送
- 『かまいたちの掟』 - さんいん中央テレビ